# Загітова Аліна Ільназівна
Аліна Ільназівна Загітова (рос. Алина Ильназовна Загитова) — російська фігуристка, що спеціалізується в одиночному катанні, олімпійська чемпіонка та срібна медалістка в командних змаганнях 2018 року, чемпіонка світу 2019 та Європи 2018, срібний призер чемпіонату Європи 2019, переможниця фіналу Гран-прі 2017 та срібний призер фіналу Гран-прі 2018, Чемпіонка Росії 2018, Чемпіонка світу серед юніорів 2017 та переможниця юніорського Фіналу Гран-прі 2016 року. Заслужений майстер спорту Росії.
Загітова — друга після Кім Йон А фігуристка, яка здобула перемоги на всіх головних турнірах у фігурному катанні: Олімпійські ігри, чемпіонати світу та Європи чи Чемпіонат Чотирьох Континентів, Фінал Гран-прі та чемпіонат своєї країни.

## Біографія
Аліна Загітова народилася 18 травня 2002 року в Іжевську (Удмуртія) в сім'ї хокейного тренера Ільназа Загітова і Лейсан Загітової.
Аліна має молодшу сестру Сабіну, яка також займається фігурним катанням. Через чотири місяці після народження Аліни сім'я переїхала в Леніногорськ, куди запросили грати батька за місцевий хокейний клуб «Нафтовик». Тут вона провела свої ранні роки, перш ніж разом з сім'єю переїхала в місто Альметьєвськ, де в палаці спорту «Ювілейний» і почала займатися фігурним катанням у віці чотирьох років під керівництвом Даміри Пічугіної. У 2008 році сім'я Загітових повернулася до Іжевська та Аліна пішла в місцеву групу фігурного катання до тренера Наталії Антипин. Коли їй було шість років, Аліна кинула заняття фігурним катанням і почала займатися художньою гімнастикою, але незабаром мама спортсменки знову повернула її на ковзанку.
Всього в дитинстві Аліна сім разів намагалася кинути фігурне катання.
За національністю Аліна є татаркою, за віросповіданням — мусульманкою.
Батьки дали їй ім'я тільки через рік після народження, назвавши на честь гімнастки Аліни Кабаєвої. У ранньому віці також захоплювалася малюванням.
У червні 2020 року отримала атестат про закінчення школи. Після цього вона стала студенткою факультету журналістики в Російську академію народного господарства та державної служби при Президенті РФ на програму «Продюсування та культурна політика».
З вересня 2020 року в парі з Олексієм Ягудіним була запрошена вести телевізійний проект Льодовиковий період.

#### Сезон 2019—2020
У липні 2019 року стало відомо, що в сезоні 2019/2020 у короткій програмі фігуристка виступатиме під пісню Me Voy ізраїльської співачки Ясмін Леві, у довільній програмі постане в образі Клеопатри. Перший виступ у сезоні на міжнародній арені відбувся на комерційному командному турнірі Japan Open, де Загітова виступила за збірну Європи, яка у підсумку виграла золоті медалі турніру. На початку листопаді 2019 року виступила на турнірі серії Гран-прі на французькому етапі, де здобула срібну медаль, а також представила показовий номер на сезон 2019/2020. Потім наприкінці листопада 2019 року фігуристка взяла участь у японському етапі, де здобула бронзову медаль, що дозволило у результаті кваліфікуватися до Фіналу турніру серії Гран-прі. На початку грудня виступила у фіналі Гран-прі, чисто виконавши коротку програму розташовувалась на проміжному другому місці з 79,60 балами, здійснивши низку помилок у довільній програмі (125,63 бала) за підсумком посіла шосте місце із загальною сумою балів 205,23.

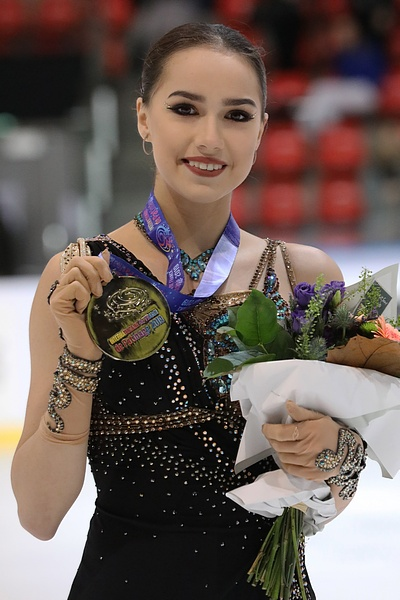
Загітова у 2019 році

13 грудня в ефірі телепередачі «Время» на «Першому каналі» оголосила про зупинення змагальної кар'єри у фігурному катанні, зробивши заяву, що не братиме участі в чемпіонаті Росії, тим самим не зможе боротися за попадання до складу команди на чемпіонат Європи і в цьому сезоні більше не виступить. При цьому вона залишається у складі збірної Росії.
2 червня 2020 року Аліна Загітова заїхала на базу в Новогорську для проведення повноцінного збору перед сезоном змагань. Пізніше з'явилася інформація, що вона пропустить змагання у 2020 році. У 2021 році була виключена зі складу збірної Росії.

## Громадянська позиція
У березні 2018 року у віці 15 років разом із Євгенією Медведєвою та тренеркою Етері Тутберідзе брала участь у мітинг-концерті на підтримку кандидата в президенти володимира путіна. Співголова руху «Голос» Григорій Мельконьянц зазначав, що участь Загітової в агітаційному концерті була порушенням виборчого законодавства, що забороняє пряме чи опосередковане залучення до агітації неповнолітніх осіб.
У 2020 році виступила на підтримку референдуму про поправки до Конституції рф і взяла участь у голосуванні, про що звітувала в соціальних мережах (замінивши спочатку згадану мою улюблену Удмуртію Москвою). Сам пост був закритий для коментарів.
У червні 2023 року брала участь у сесії ПМЕФ «Спорт у новій реальності: від змагань до продукту», серед інших учасників — Роман Ротенберг, Олена Вяльбе та Ксенія Шойгу.
Підтримала рішення володимира путіна про висування кандидатом на виборах президента рф 2024 року: «володимир володимирович завжди підтримував спорт, і тому зі свого боку я теж підтримую його. Я можу сказати, що спорт при ньому дуже сильно розвивається, тому оцінюю його високо».

## Програми
| Сезон     | Коротка програма | Довільна програма | Показові номери |
| --------- | --- | --- | --- |
| 2019—2020 | - «Me Voy» Ясмін Леві хореограф-постановник: Данило Глейхенгауз, Етері Тутберідзе                                             | - «The Feelings Begin» Пітер Ґебріел (з фільму «Остання спокуса Христа») - «Lawrence d'Arabie (Ouverture)» Моріс Жар (з фільму «Лоуренс Аравійський») - «Ramses» Хатір Хічам хореограф-постановник Данило Глейхенгауз | - «Outro» M83 хореограф-постановник Данило Глейхенгауз - «Bad Guy» Біллі Айліш хореограф-постановник Данило Глейхенгауз     |
| 2018—2019 | - Привид Опери Ендрю Ллойд Веббер хореограф-постановник Данило Глейхенгауз                                                    | - Кармен-сюїта Родіон Щедрін хореограф-постановник Данило Глейхенгауз | - «Survivor» Destiny's Child у виконанні 2WEI (з фільму «Tomb Raider: Лара Крофт») хореограф-постановник Данило Глейхенгауз |
| 2017—2018 | - Чорный Лебідь Клінт Манселл - «The Middle of the World» (з фільму «Місячне сяйво») хореограф-постановник Данило Глейхенгауз | - Дон Кіхот Людвіг Мінкус хореографиня-постановниця Етері Тутберідзе | - «Afro Blue» Джазмея Хорн хореограф-постановник Данило Глейхенгауз                                                         |
| 2016—2017 | - Самсон і Даліла Каміль Сен-Санс                                                                                             | - Дон Кіхот Людвіг Мінкус хореографиня-постановниця Етері Тутберідзе | - Рожева пантера Генрі Манчіні                                                                                              |
| 2015—2016 | - Рожева пантера Генрі Манчіні                                                                                                | - «Unchained Melody (Dance)» - «The Love Inside» - «Suspend My Disbelief» - «I Had a Life» (з мюзиклу «Привид») Дейв Стюарт і Глен Баллард у виконанні Річарда Флішмана і Каисси Леві                                 | |

## Спортивні досягнення

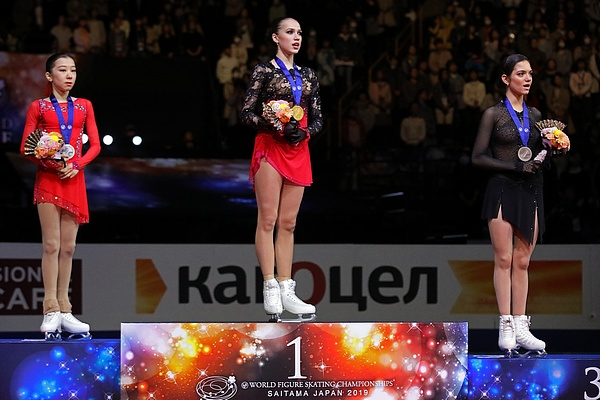
Призерки Чемпіонату світу 2019 (зліва направо): Елізабет Турсинбаєва (срібло), Аліна Загітова (золото), Євгенія Медведєва (бронза)

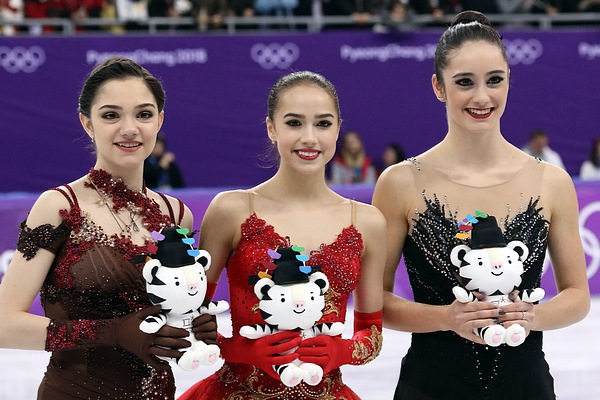
Призерки Олімпійських ігор 2018 року в Пхьончхані (зліва направо): Євгенія Медведєва (срібло), Аліна Загітова (золото), Кейтлін Осмонд (бронза)

| Змагання                                     | 15/16                    | 16/17                    | 17/18                    | 18/19                    | 19/20                    |
| Міжнародні індивідуальні                     | Міжнародні індивідуальні | Міжнародні індивідуальні | Міжнародні індивідуальні | Міжнародні індивідуальні | Міжнародні індивідуальні |
| -------------------------------------------- | ------------------------ | ------------------------ | ------------------------ | ------------------------ | ------------------------ |
| Зимові Олімпійські ігри                      |                          |                          | 1                        |                          |                          |
| Чемпіонати світу                             |                          |                          | 5                        | 1                        |                          |
| Чемпіонати Європи                            |                          |                          | 1                        | 2                        |                          |
| Фінали Гран-прі                              |                          |                          | 1                        | 2                        | 6                        |
| Етапи Гран-прі. Cup of China                 |                          |                          | 1                        |                          |                          |
| Етапи Гран-прі. Internationaux de France     |                          |                          | 1                        |                          | 2                        |
| Етапи Гран-прі. NHK Trophy                   |                          |                          |                          |                          | 3                        |
| Етапи Гран-прі. Rostelecom Cup               |                          |                          |                          | 1                        |                          |
| Етапи Гран-прі. Гельсінки                    |                          |                          |                          | 1                        |                          |
| Челенджери. Кубок Ломбардії                  |                          |                          | 1                        |                          |                          |
| Челенджери. Nebelhorn Trophy                 |                          |                          |                          | 1                        |                          |
| Міжнародні командні                          |                          |                          |                          |                          |                          |
| Зимові Олімпійські ігри                      |                          |                          | 2                        |                          |                          |
| Japan Open                                   |                          |                          | 1                        | 2                        | 1                        |
| Національні                                  |                          |                          |                          |                          |                          |
| Чемпіонати Росії                             |                          | 2                        | 1                        | 5                        |                          |
| Першість Росії серед юніорів                 | 9                        | 1                        |                          |                          |                          |
| Відкрита першість Москви серед юніорів       | 4                        |                          |                          |                          |                          |
| Міжнародні серед юніорів                     |                          |                          |                          |                          |                          |
| Чемпіонати світу серед юніорів               |                          | 1                        |                          |                          |                          |
| Фінали юніорского Гран-прі                   |                          | 1                        |                          |                          |                          |
| Етапи юніорське Гран-прі. Франція            |                          | 1                        |                          |                          |                          |
| Етапи юніорського Гран-прі. Словенія         |                          | 3                        |                          |                          |                          |
| Європейський юнацький Олімпійський фестиваль |                          | 1                        |                          |                          |                          |

### Детальні результати
Шаблон:Начало скрытого блока
На чемпіонатах ІСУ нагороджує малими медалями за коротку і довільну програми. Поточні світові рекорди по системі ІСУ виділені жирним курсивом, попередні — жирным.
| Дата                 | Змагання                                                  | КП            | ДП            | Загальна      |
| Сезон 2019—20        | Сезон 2019—20                                             | Сезон 2019—20 | Сезон 2019—20 | Сезон 2019—20 |
| -------------------- | --------------------------------------------------------- | ------------- | ------------- | ------------- |
| 5—8 грудня 2019      | Фінал Гран-прі 2019/2020                                  | 2 79,60       | 6 125,63      | 6 205,23      |
| 22—24 ноября 2019    | Етапи Гран-прі: NHK Trophy 2019                           | 4 66,84       | 3 151,15      | 3 217,99      |
| 1—3 листопада 2019   | Етапи Гран-прі: Internationaux de France 2019             | 2 74,24       | 3 141,82      | 2 216,06      |
| 5 жовтня 2019        | Japan Open 2019                                           | —             | 2 154,41      | 1 (команда)   |
| Сезон 2018—19        |                                                           |               |               |               |
| 18—24 березня 2019   | Чемпіонат світу 2019                                      | 1 82,08       | 1 155,42      | 1 237,50      |
| 21—27 січня 2019     | Чемпіонат Європи 2019                                     | 1 75,00       | 4 123,34      | 2 198,34      |
| 19—23 грудня 2018    | Чемпіонат Росії 2019                                      | 1 80,62       | 12 131,41     | 5 212,03      |
| 6—9 грудня 2018      | Фінали Гран-прі 2018                                      | 2 77,93       | 2 148,60      | 2 226,53      |
| 16—18 листопада 2018 | Етапи Гран-прі: Rostelecom Cup 2018                       | 1 80,78       | 1 142,17      | 1 222,95      |
| 2—4 листопада 2018   | Етапи Гран-прі: Гельсінки 2018                            | 1 68,90       | 1 146,39      | 1 215,29      |
| 6 жовтня 2018        | Japan Open 2018                                           | —             | 1 159,18      | 2 (команда)   |
| 26—29 вересня 2018   | Nebelhorn Trophy 2018                                     | 1 79,93       | 1 158,50      | 1 238,43      |
| Сезон 2017—18        |                                                           |               |               |               |
| 21—25 березня 2018   | Чемпіонат світу 2018                                      | 2 79,51       | 7 128,21      | 5 207,72      |
| 21—23 лютого 2018    | Зимові Олімпійськие ігри 2018 Індивідуальні змагання      | 1 82,92       | 2 156,65      | 1 239,57      |
| 9—12 лютого 2018     | Зимові Олімпійськие ігри 2018 Командні змагання           | —             | 1 158,08      | 2 (команда)   |
| 15—21 січня 2018     | Чемпіонат Європи 2018                                     | 1 80,27       | 1 157,97      | 1 238,24      |
| 21—24 грудня 2017    | Чемпіонат Росії 2018                                      | 1 78,15       | 1 155,44      | 1 233,59      |
| 7—10 грудня 2017     | Фінали Гран-прі 2017                                      | 2 76,27       | 1 147,03      | 1 223,30      |
| 17—19 листопада 2017 | Етапи Гран-прі: Internationaux de France 2017             | 5 62,46       | 1 151,34      | 1 213,80      |
| 3—5 листопада 2017   | Етапи Гран-прі: Audi Cup of China 2017                    | 4 69,44       | 1 144,44      | 1 213,88      |
| 7 жовтня 2017        | Japan Open 2017                                           | —             | 3 145,28      | 1 (команда)   |
| 14—17 вересня 2017   | Кубок Ломбардії 2017                                      | 3 71,29       | 1 147,17      | 1 218,46      |
| Сезон 2016—17        |                                                           |               |               |               |
| 15—19 березня 2017   | Чемпіонат світу серед юніорів 2017                        | 1 70,58       | 1 138,02      | 1 208,60      |
| 13—15 лютого 2017    | Зимовий європейський юнацький Олімпійський фестиваль 2017 | 1 58,30       | 1 128,76      | 1 187,06      |
| 1—5 лютого 2017      | Чемпіонат Росії серед юніорів 2017                        | 1 74,46       | 1 142,36      | 1 216,82      |
| 20—26 грудня 2016    | Чемпіонат Росії 2017                                      | 3 74,26       | 2 146,95      | 2 221,21      |
| 8—11 грудня 2016     | Фінал юніорського Гран-прі 2016−17                        | 1 70,92       | 1 136,51      | 1 207,43      |
| 22—24 сентября 2016  | Етап юніорського Гран-прі: Словенія                       | 1 68,09       | 4 109,29      | 3 177,38      |
| 24—27 серпня 2016    | Етап юніорського Гран-прі: Франція                        | 1 68,07       | 1 126,30      | 1 194,37      |
| Сезон 2015—16        |                                                           |               |               |               |
| 19—23 січня 2016     | Чемпіонат Росії серед юніорів 2016                        | 12 52,85      | 8 108,08      | 9 160,93      |

Шаблон:Конец скрытого блока

### Світові рекорди
| Дата                                    | Бали                                   | Змагання                               | Примітки                                                            |
| Рекорди одиночниць в короткій програмі  | Рекорди одиночниць в короткій програмі | Рекорди одиночниць в короткій програмі | Рекорди одиночниць в короткій програмі                              |
| --------------------------------------- | -------------------------------------- | -------------------------------------- | ------------------------------------------------------------------- |
| 16 листопад 2018                        | 80.78                                  | Rostelecom Cup 2018                    | Рекорд побитий Рікою Кіхірою на Фінал Гран-прі 2018                 |
| 27 вересня 2018                         | 79.93                                  | Nebelhorn Trophy 2018                  |                                                                     |
| Рекорди одиночниць в довільній програмі |                                        |                                        |                                                                     |
| 28 вересня 2018                         | 158.50                                 | Nebelhorn Trophy 2018                  | Рекорд побитий Олександрою Трусовою на Меморіалі Ондрея Непели 2019 |
| Рекорди одиночниць по сумі двох програм |                                        |                                        |                                                                     |
| 28 вересня 2018                         | 238.43                                 | Nebelhorn Trophy 2018                  | Рекорд побитий Олександрою Трусовою на Меморіалі Ондрея Непели 2019 |

### Історичні світові рекорди
Примітка. Через запровадження нової системи оцінювання елементів +5 / −5 GOE (якість виконання), яка замінила попередню систему +3 / −3 GOE, а також коректування базової оцінки багатьох елементів, ISU вирішив, що вся статистика, починаючи з сезону 2018—2019, ведеться з нуля і всі попередні статистичні дані є історичними.
Алині Загітова володіє одним історичним світовим рекордом в дорослих змаганнях і п'яти — в юніорських.
| Дата                                   | Бали                                   | Змагання                               | Примітки |
| Рекорди одиночниць в короткій програмі | Рекорди одиночниць в короткій програмі | Рекорди одиночниць в короткій програмі | Рекорди одиночниць в короткій програмі |
| -------------------------------------- | -------------------------------------- | -------------------------------------- | --- |
| 21 лютого 2018                         | 82,92                                  | Олімпійські ігри 2018                  | Власниця світового рекорду з набранних балів в короткій програмі. Побила рекорд Євгенії Медведєвої через 10 хвилин після того, як Медведєва обновила власний рекорд. |
| Рекорди юніорок по сумі двох програм   |                                        |                                        | |
| 19 березня 2017                        | 208,60                                 | Чемпіонат світу серед юніорів 2017     | Рекорд був побитий Олександрою Трусовою на Чемпіонаті світу серед юніорів 2018                                                                                       |
| 11 грудня 2016                         | 207,43                                 | Фінал Гран-прі серед юніорів 2016/2017 | Перша юніорка, яка отримала більше 200 балів |
| Рекорди юніорок в короткій програмі    |                                        |                                        | |
| 10 грудня 2016                         | 70,92                                  | Фінал Гран-прі серед юніорів 2016/2017 | Перша юніорка, яка отримала більше 70 балів в короткій програмі. Рекорд був побитий Альоною Косторною на Фіналі Гран-прі серед юніорів 2017/2018                     |
| Рекорди юніорок в довільній програмі   |                                        |                                        | |
| 19 березня 2017                        | 138,02                                 | Чемпіонат світу серед юніорів 2017     | Рекорд був побитий Олександрою Трусовою на Чемпіонаті світу серед юніорів 2018                                                                                       |
| 11 грудня 2016                         | 136,51                                 | Фінал Гран-прі серед юніорів 2016/2017 | |